# Skersl
Skersl är en kulle i republiken Island. Den ligger i regionen Austurland, 400 km öster om huvudstaden Reykjavík. Toppen på Skersl är 143 meter över havet, eller 82 meter över den omgivande terrängen. Bredden vid basen är 5,7 km.
Trakten runt Skersl är nära nog obefolkad, med mindre än två invånare per kvadratkilometer. Det finns inga samhällen i närheten. Trakten runt Skersl består i huvudsak av gräsmarker.